# Augustinus Sartorius
Augustin Sartorius (* 1663 in Hrob; † 1. November 1723 in Mariánské Radčice) war ein tschechisch-österreichischer Zisterzienser und Kirchenhistoriker.

## Leben und Werk
Der in Klostergrab (heute: Hrob, nördlich Osek) geborene Sartorius trat in das Kloster Ossegg ein und legte 1687 seine feierliche Profess ab. Er wirkte in seinem Kloster als Verwalter und Notar. Er starb als Pfarrer von Maria Ratschitz (heute: Mariánské Radčice, südlich Osek). Darüber hinaus ist er nur für seine Werke bekannt. 
Sartorius veröffentlichte 
- eine zisterziensische Ordensgeschichte bis 1698 (lateinische und deutsche Ausgabe),
- eine kommentierte Urkundensammlung zur Geschichte der Reichsabtei Salem
- eine Enzyklopädie bedeutender Köpfe des Christentums,
- eine Kurzfassung der Annalen des Cesare Baronio, die von seinem Ossegger Mitbruder Eustachius Janka (1693–1742) fortgesetzt wurde,
- eine gekürzte Wiederauflage (der langen deutschen Version von 1673) des Marianischen Atlas des Jesuiten Wilhelm Gumppenberg.

Sartorius‘ Forschungsleistung wurde von Leopold Janauschek gewürdigt. Eugène Manning nennt Sartorius einen der wichtigsten Autoren für die Geschichte des Zisterzienserordens.

## Werke
- Cistercium Bis-Tertium Seu Historia Elogialis: In qua Sacerrimi Ordinis Cisterciensis Anno Domini 1698 à Sui origine Sexies seu Bis-Ter Sæcularis Primordia, Incrementa, Præclara Gesta, Merita in Ecclesiam, Orbémque Christianum, Prærogativæ, cœlitùs humanitúsque concessæ, Connexiones cum Religiosis Ordinibus, Cœnobiorum Series per Terras Austriacas ... Prag 1700 (1161 Seiten)
  - (deutsch) Verteütschtes CISTERCIUM BIS-TERTIUM, Oder Cistercienser OrdensHistorie Worinnen Des gleich-besagten, und von seiner FUNDATION an, nunmehro durch BIS-TER SAECULA, oder Sechs Jahrhundert glücklich gestandenen Heiligen Cistercienser Ordens Ursprung, Wachsthum, Heiligkeit, Denckwürdigkeiten, Löbliche Thaten, Gelehrtheit, Meriten und Verdiensten bey der Christen-Welt, Privilegien und Praerogativen, Verbündnußen mit anderen Geistlichen Ordens-Ständen, und Stifftungen der Clöster in denen Oesterreichischen Käyserlichen Erb-Ländern Enthalten seynd: Vor 8. Jahren in Lateinischer Sprach zum Druck befördert, anjetzo aber mit Beyfügung der StifftungsHistorien der Clöster in gantz Teütschland, und besonders mit dem Apiario Salemitano des berühmten Reichs-Stiffts Salmanßweyl, auch mit verschiedenen gantz neüen Augspurgischen Kupffer-Bildern vermehret, und ins Teütsche übersetzt Vom AUTHORE selbst Admodum Reverendo in Christo Patre, P. AUGUSTO SARTORIO, Hil: Cist: Ordens, zu Closter Oßegg in Königreich Böheimb Professo, bemelter Ordens-Provintz Vicariats Secretario und Norario Apostolico. Gedruckt zu Prag in Königs-Hoff bey Wolffgang Wickhart, Hochfürstlichen Ertz-Bischofflichen Buchdrucker, im Jahr Christi, 1708.
- Apiarium Salemitanum oder Salmanßweylischer Bienen-Stock; Worinnen die Der Königlichen Berühmten Freyen und Exempten Reich-Praelatur Salmanßweyl, Lateinisch, Salem, oder Salemium, CistercienserOrdens, im Schwäbischen Reichs-Creyse, Auß dem auff gnädige Verordnung deß jetzt daselbst regierenden hochwürdigen und gnädigen Herrn Herrn Reichs-Abbts Stephani, Vicarii Generalis durch Ober Teütschland (plen. Tit.) alldortigen Reichs Stiffts Archiv extrahirte, und in Forma Authentica communicirte Fundations-Acta, Privilegia, Exemptiones, Immunitates, Gerechtsamkeiten, Vorzüge, Series Abbatum, und andere allda befindliche Denckwürdigkeiten gesogenes – und in verschiedene Cellulas, Capitula und Paragraphos zusammen getragenes wehrtestes Hönig zufinden. Wickhart, Prag 1708.
- Ordo ordinum religiosorum virorum, virginum, militum juxta ordinem temporis compendiosâ serie contextus, vitisque sanctorum fundatorum, atque eorundem elogijs in prima opusculi parte intertextus. 2 Bde. Behr, Prag 1715. (mit Register, 468 Seiten)
- (Bearbeiter) Compendium annalium ecclesiasticorum, eminentissimi cardinalis Caesaris Baronii. Bde. 1–14. Prag 1718 ff.
- (Hrsg.) Wilhelm Gumppenberg: Marianischer Atlas, Oder Beschreibung Der Marianischen Gnaden-Bilder Durch die gantze Christen-Welt: aus dem großen Lateinischen Wercke R. P. Guillelmi Gumpenberg S. J. In möglicher Kürtze ins Teutsche übersetzet; Mit vielen Mirackel-Bildern vermehret, mit Marianischen Poëtereyen untermischet, Und in eine besondere Ordnung der Länder, Städte, und Oerther eingerichtet. Beringer, Prag 1717.